# Dieter Schrenk

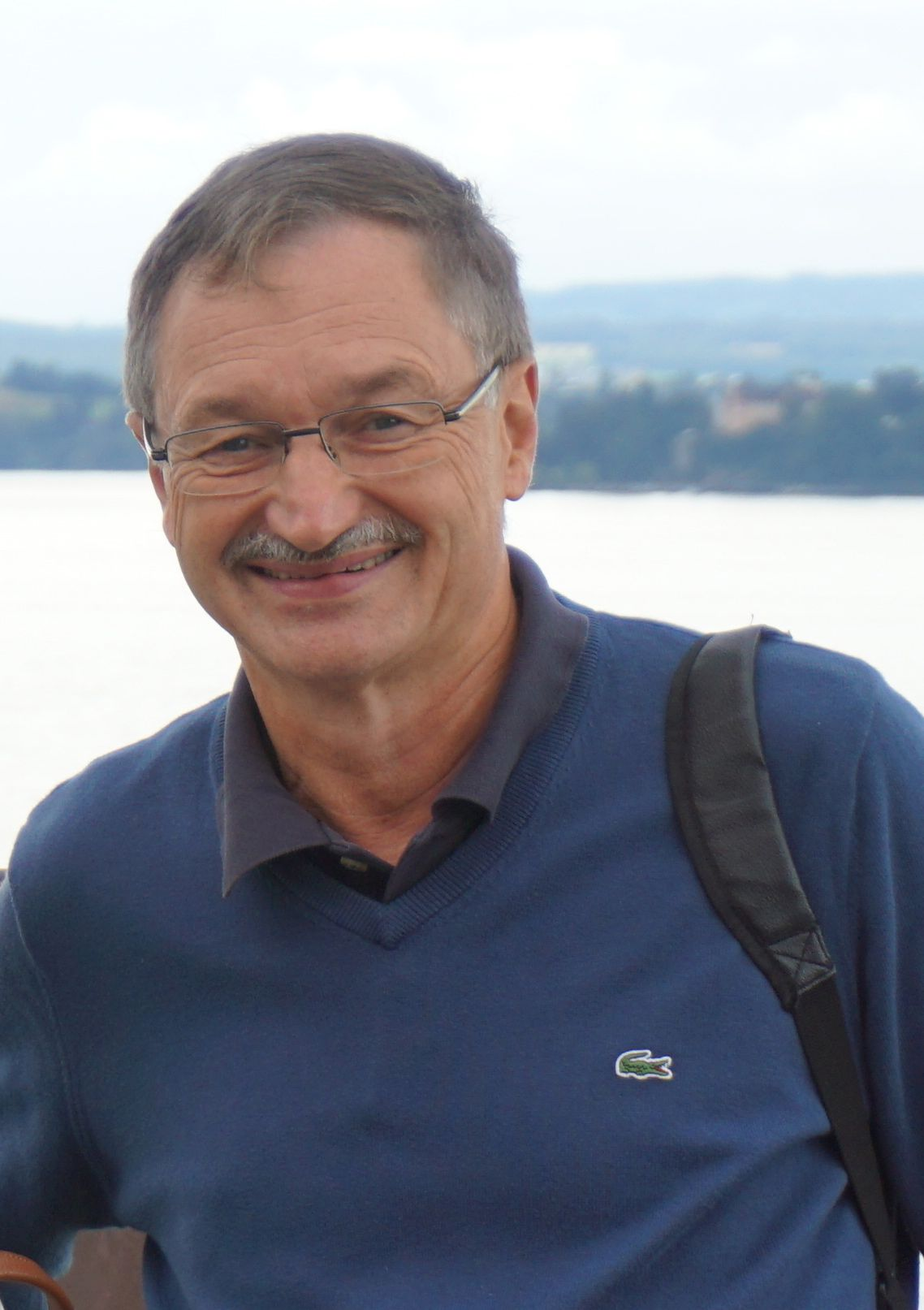

Dieter Franz Schrenk (* 11. Januar 1953 in Hameln/Weser) ist ein deutscher Toxikologe und Hochschullehrer. Von 2004 bis 2018 war er Leiter der Fachrichtung Lebensmittelchemie und Toxikologie an der Technischen Universität Kaiserslautern.

## Leben
Schrenk studierte ab 1971 Lebensmitteltechnologie an der Universität Hohenheim. Nach dem Diplomabschluss 1977 begann er ein Medizinstudium an der Universität Heidelberg. Neben dem Studium promovierte er am Deutschen Krebsforschungszentrum in Heidelberg und schloss die Promotion zum Dr. rer. nat. (an der Universität Hohenheim) und das Medizinische Staatsexamen 1983 ab. Seit 1983 arbeitete er an einer medizinischen Doktorarbeit am Physiologisch-chemischen Institut der Universität Tübingen und schloss die Promotion zum Dr. med. dort 1984 ab. Nach dem praktischen Jahr und dem Wehrdienst wurde er 1986 wissenschaftlicher Angestellter am Toxikologischen Institut der Universität Würzburg (Dietrich Henschler) und wechselte 1987 an die Abteilung für Biochemische Toxikologie der Universität Göttingen (Prof. K.W. Bock). Mit Karl Walter Bock wechselte er 1988 an das Institut für Toxikologie der Universität Tübingen, wo er als wissenschaftlicher Assistent tätig war.
Nach einem einjährigen Forschungsaufenthalt am National Cancer Institute (NIH, Bethesda, USA) im Labor von S. Thorgeirsson wurde er 1993 Facharzt für Pharmakologie und Toxikologie und habilitierte sich 1994 an der Medizinischen Fakultät der Universität Tübingen für das Fach Toxikologie. Im selben Jahr wurde er auf die C3-Professur für Lebensmittelchemie und Umwelttoxikologie an der Universität Kaiserslautern berufen. Er wurde dort Sprecher des DFG-Graduiertenkollegs ‚Biotechnologie’ und von 2000 bis 2002 Dekan des Fachbereichs Chemie. Im Jahre 2004 erhielt er einen Ruf auf die C4-Professur für Humanernährung an der Universität Jena, den er ablehnte. Im selben Jahr wurde er als Nachfolger von G. Eisenbrand auf die W3-Professur für Lebensmittelchemie und Toxikologie der Technischen Universität (vormals ‚Universität’) Kaiserslautern berufen.
Schrenk ist verheiratet und hat zwei Töchter. Von 2018 bis 2021 war er Seniorprofessor für Forschung an der TU Kaiserslautern.

## Forschung
Schrenk befasste sich bereits in seiner Promotion in Heidelberg mit der Frage der metabolischen Aktivierung von chemischen Karzinogenen (krebserregenden Stoffen).
Diese Arbeiten setzte er in Würzburg, Göttingen und Tübingen fort, immer mit dem Ziel, die Bedeutung und das Ausmaß solcher Aktivierungsreaktionen für das konkrete Krebsrisiko für den Menschen besser einschätzen zu können. Zusätzlich arbeitet er seit ca. 1990 über die Bedeutung des Dioxin- bzw. Arylhydrocarbon-Rezeptors, der für die meisten, wenn nicht alle toxischen Wirkungen von Dioxinen verantwortlich ist. An der TU Kaiserslautern traten dann Forschungsvorhaben zur Entstehung und Prävention von chronischen Darmerkrankungen sowie zur Aktivierung natürlich vorkommender pflanzlicher Karzinogene in der Nahrung (Alkenylbenzole, Furocoumarine, Pyrrolizidalkaloide) hinzu. Schrenk ist (Mit-)Autor von mehr als 300 Originalveröffentlichungen und Reviews in wissenschaftlichen Zeitschriften sowie Herausgeber des Buches „Chemical Contaminants and Residues in Food“ sowie des „Giftlexikons“ und war von 2002 bis 2009 Sprecher des vom Bundesministerium für Bildung und Forschung geförderten Forschungsverbundes „Nutrition Net“ zur Rolle der Ernährung bei der Entstehung und Prävention von Darmkrebs.

## Tätigkeit in Gremien
Von 2002 bis 2010 war Schrenk Mitglied der Senatskommission für Lebensmittelsicherheit (SKLM) der Deutschen Forschungsgemeinschaft (DFG) und arbeitete im Exekutivkomitee der Europäischen Toxikologen-Vereinigung EUROTOX. Ferner war er für zwei Jahre Vorsitzender der Sektion Toxikologie der DGPT (Deutsche Gesellschaft für experimentelle und klinische Pharmakologie und Toxikologie). In der DGPT war er Sprecher des Arbeitskreises ‚Karzinogenese’. Er war Vorsitzender des CONTAM Panels der European Food Safety Authority (EFSA) und Mitglied der Arzneimittelkommission der Deutschen Apotheker. Bis 2019 war er Mitglied des Exekutivkomitees der International Union of Toxicology (IUTOX) und leitete den Unterausschuss ‚Education’. Er ist Initiator und war Leiter des ersten Master-Studienganges Toxikologie an einer deutschen Hochschule (an der TU Kaiserslautern).

## Ehrungen
Schrenk erhielt 2009 den Lehrpreis des Landes Rheinland-Pfalz für herausragende Leistungen in der Lehre und 2014 den Merit Award von Eurotox für sein Verdienste um die Toxikologie.

## Veröffentlichungen
- Chemical Contaminants and Residues in Food (Elsevier 2017) (mit A. Cartus)
- Giftlexikon (Deutscher Apothekerverlag; Loseblattsammlung; vormals Seeger und Neumann)
- Dioxin toxicity, aryl hydrocarbon receptor signaling, and apoptosis-persistent pollutants affect programmed cell death. Crit. Rev. Toxicol., 2011, 41, 292-320 (mit M. Chopra)
- Application of the equivalency factor concept to the phototoxicity and -genotoxicity of furocoumarin mixtures. Food Chem. Toxicol., 2014, 68, 257-266 (mit N. Raquet)
- Metabolism of the carcinogen alpha-asarone in liver microsomes. Food Chem. Toxicol., 2016, 87, 103-112 (mit A. Cartus)
- Interim relative potency factors for the toxicological risk assessment of pyrrolizidine alkaloids in food and herbal medicines. Toxicol. Lett., 2016, 263, 44-57 (mit KH Merz)
- Current methods in risk assessment of genotoxic chemicals. Food Chem. Toxicol., 2017, 106, 574-583 (mit A. Cartus)
- Update of the risk assessment of mineral oil hydrocarbons in food. EFSA J., 2023, 21:e08215 (mit 22 weiteren Autoren)